# Kocioł płomienicowy

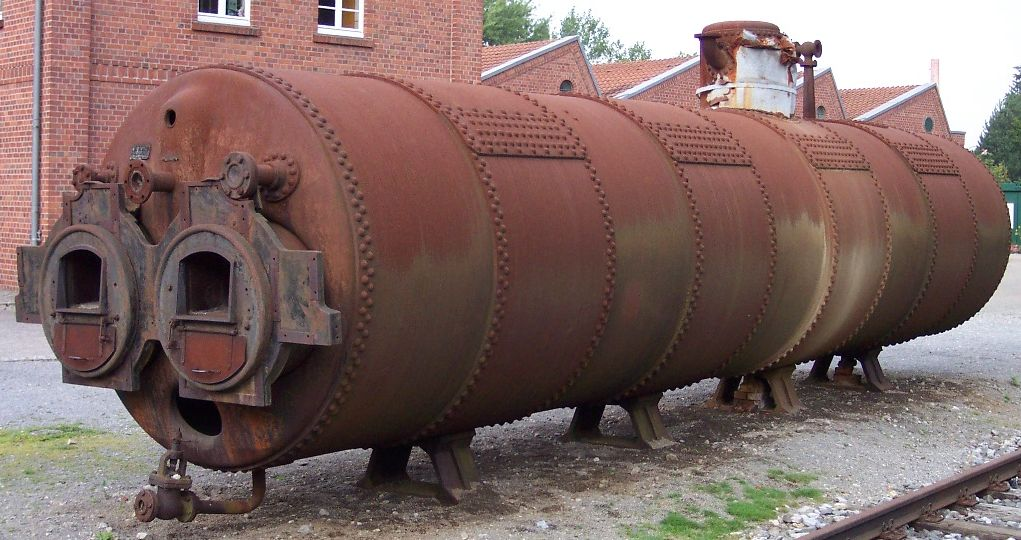
Kocioł płomienicowy

Kocioł płomienicowy – rodzaj kotła parowego. Składa się ze zbiornika walcowego, wewnątrz którego znajdują się rury zwane płomienicami (najczęściej jedna lub dwie), najczęściej wewnątrz nich umieszczone jest palenisko. Spaliny przepływają przez płomienice, po czym kierowane są do kanałów umieszczonych wzdłuż powierzchni bocznych zbiornika walcowego. Jest to konstrukcja przestarzała i obecnie rzadko używana. Zaletą takich kotłów jest prostota budowy i łatwość obsługi, do ich wad należy zaliczyć długi czas rozpalania oraz niskie ciśnienie robocze.